# う蝕検知液
齲蝕検知液(うしょくけんちえき)とは、歯科治療時に使われる虫歯に侵されて脱灰した部分を染める薬液のこと。虫歯の治療をする際は、虫歯を完全に除去することが二次カリエスなど予防に重要であるとされる。その際、どこまで細菌に感染されているかは目に見えないため、術者の手指の感覚で判断するしかなかった。しかし、1973年に開発されたプロピレングリコールをアシッドレッドにて染色した齲触検知液は、細菌に侵されて再石灰化不可能な齲蝕象牙質外層を染色することができるため視認による治療が可能となる。
製品としては日本では長くクラレの「カリエスディテクター」のみであったが、21世紀に入りミニマムインターベーションの概念が歯科にも導入されると、健全に近い象牙質まで切削してしまうそれまでの齲蝕検知液よりも改良されたポリプロピレングリコールによる改良型齲蝕検知液が2003年に楠らにより開発され、ニシカから「カリエスチェック」が、モリムラから「ディスカバレッド」が相次いで発売され、現在3種類が市販されている。

## 作用機序
齲蝕象牙質の感染層に浸透し、色素がコラーゲン線維を染色する。齲蝕象牙質の感染層は、無菌層と比較して多孔性であり染まりやすい。各社の染色液は感染層だけを染色し、無菌層を染色しないように浸透性を調節している。

## 成分
- プロピレングリコール又はポリプロピレングリコール[5]
- アシッドレッド(赤色106号) - 赤色の製品[5]
- ブリリアントブルーFCF(青色1号) - 青色の製品[5]

## 各製品の発売年月日
- 1978年6月 - カリエスディテクター(クラレ)
- 2004年 - カリエスチェック(ニシカ)
- 2010年5月 - ディスカバレッド(モリムラ)